# 東港海軍航空隊
東港海軍航空隊為台灣日治時期大日本帝國海軍航空部隊之一。

## 沿革
1937年3月中旬，日本海軍省與台灣總督府決議，於岡山郡彌陀庄建設海軍陸上飛行場，而水上飛行場則定於東港郡東港街附近之瀉湖區域。東港水上飛行場工事，則由高雄派來浚渫船，進行約160萬坪水上跑道之浚渫工程。1940年中完工，同年11月15日東港海軍航空隊開隊進駐，編入聯合艦隊第1航空戰隊，最初使用機型乃97大艇(分43及46型兩隊，常用18架備用6架)。然而不久之後1941年1月改編入第11航空艦隊第21航空戰隊，同年5月執行葡屬帝汶秘密空拍任務。 1941年12月菲律賓攻略的航空部隊中，包含東港海軍航空隊駐帛琉的97式飛行艇24架。
1941年12月16日，馬尼拉周邊攻擊行動結束後，東港海軍航空隊則將轄下司令部設於西里伯斯(Celebes)首府肯達里(Kendari)與西帝汶古邦(Kupang)。1942年11月因應戰爭飛行人才的渴求，海軍航空隊改制，東港海軍航空隊改名為第851海軍航空隊，於基地內培養初級飛行及整備人員。

## 海軍乙事件
昭和19年（1944年）3月31日，太平洋戰爭中日本聯合艦隊司令長官古賀峯一搭乘飛機失蹤遇難，參謀長福留繁被俘，古賀司令官所搭乘之一號機，即隸屬於第851海軍航空隊。

## 概要
- 飛行分科：飛行艇
- 編成時期：1940年11月15日
- 編成地：台灣高雄州
- 最終所屬=第11航空艦隊第21航空戰隊
- 解隊=改稱「第851海軍航空隊」（1942年11月1日）

## 主力機種
- 九七式飛行艇：開戰時主力飛行艇
- 二式飛行艇：戰爭後期主力飛行艇
- 二式水上戰鬥機：阿留申進出時護衛戰鬥機

## 歷代司令
- 宮崎重敏 大佐（1940年11月15日 - 1941年9月25日）
- 三浦艦三（1941年9月25日 - ）
- 和田三郎（1942年12月22日 - ）
- 三田國雄（1944年7月10日－1944年9月20日解隊）[2]

東港基地圖片
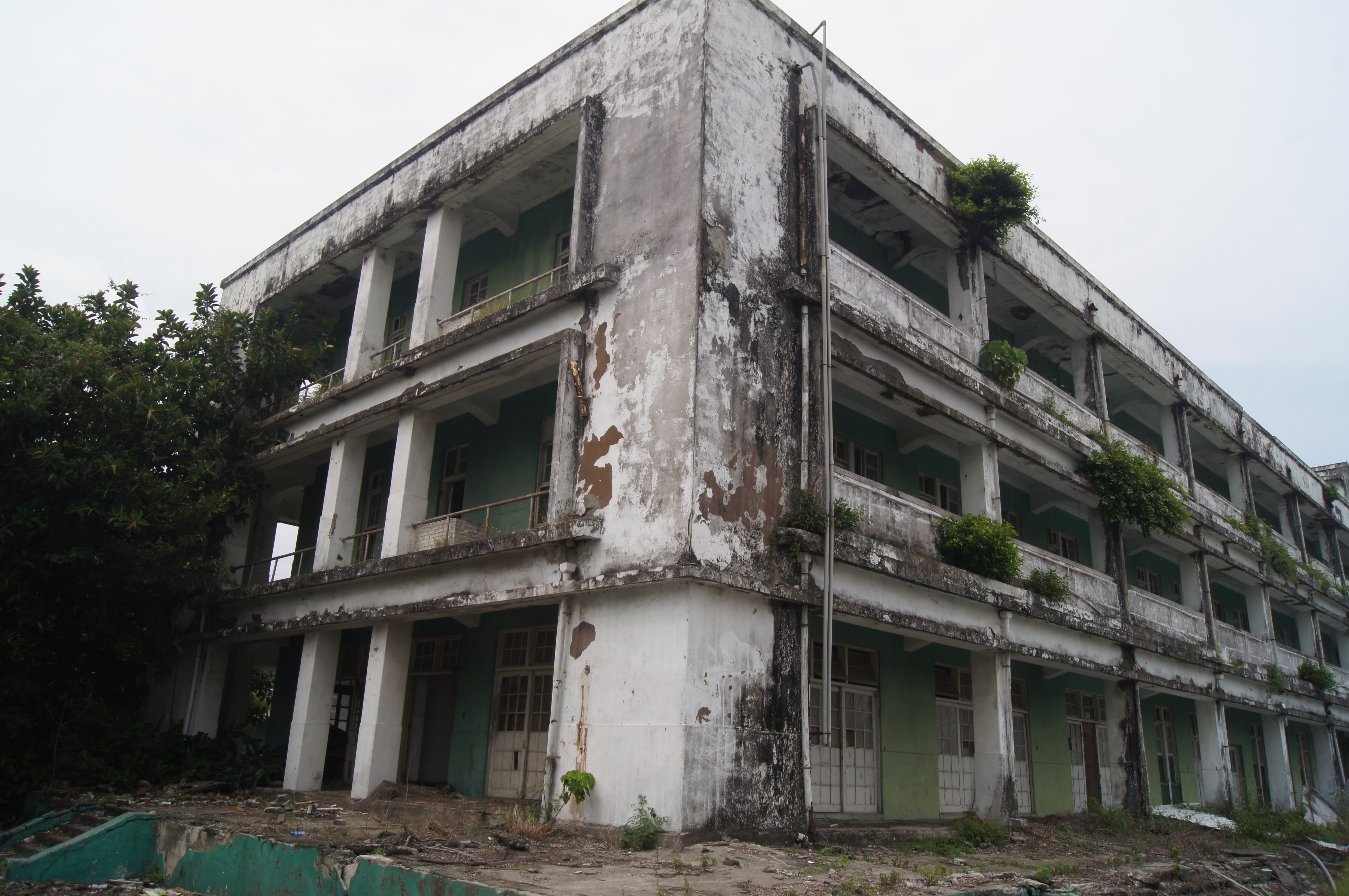
設施
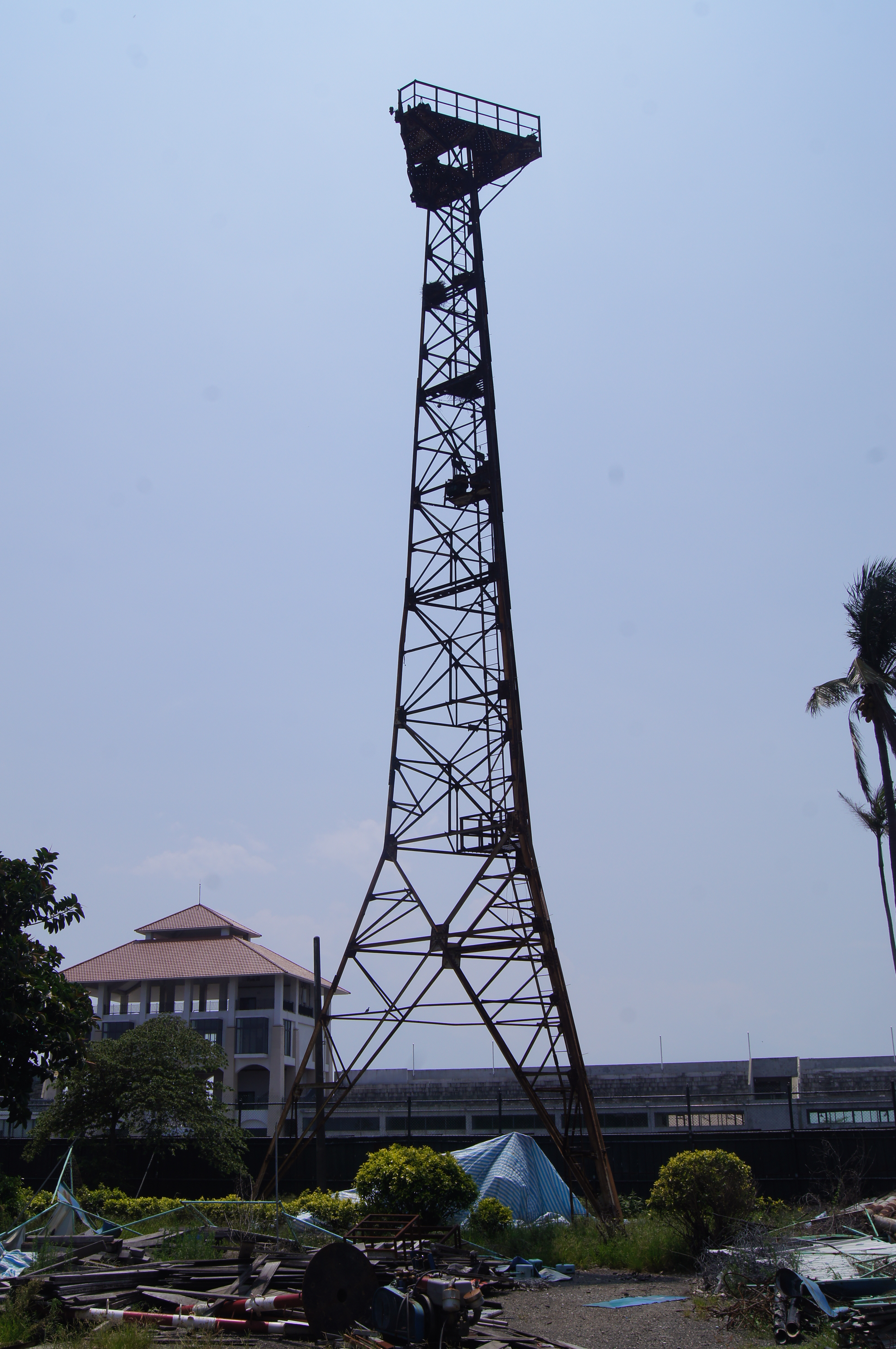
防空監視塔
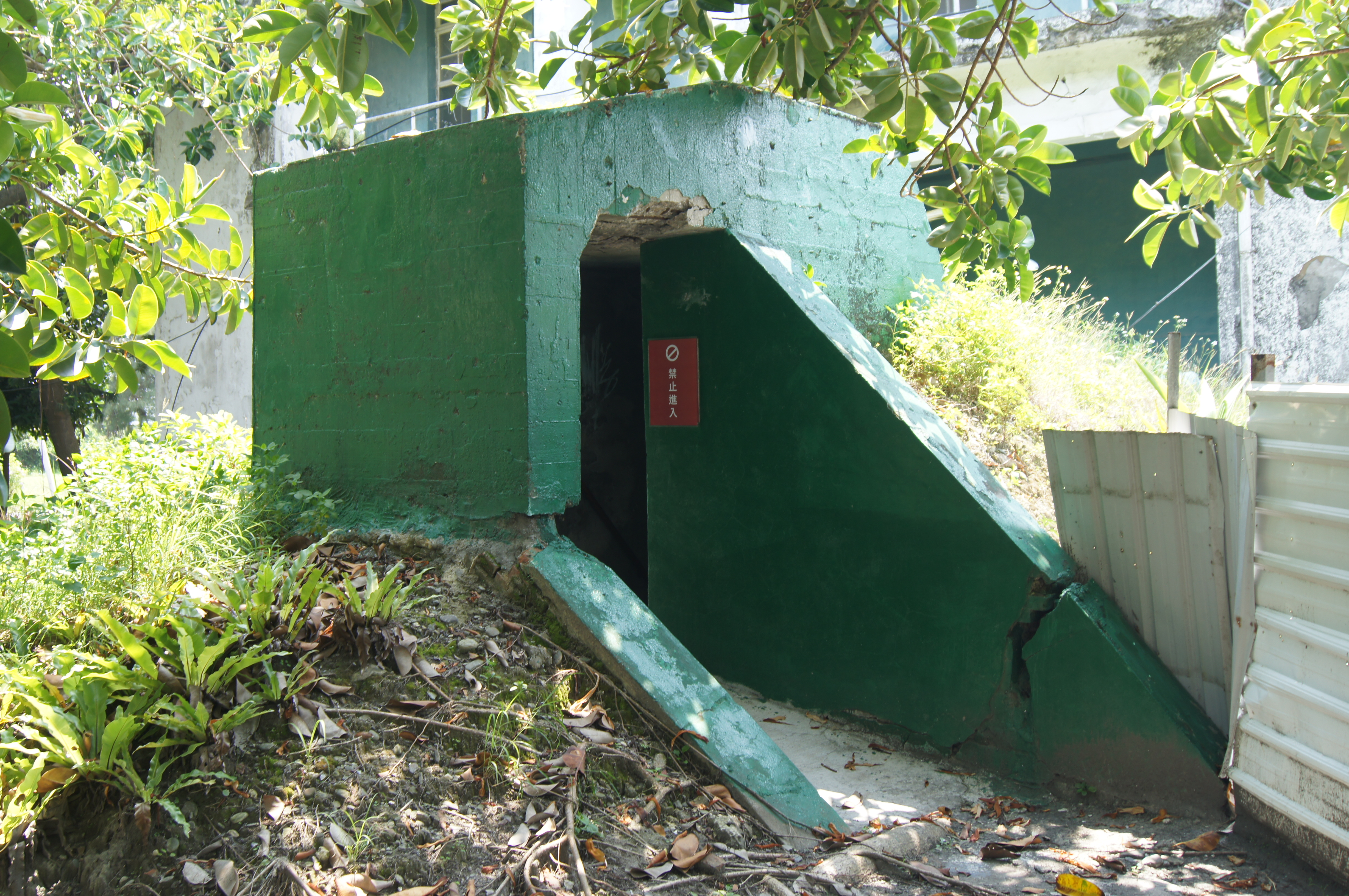
地下坑道入口
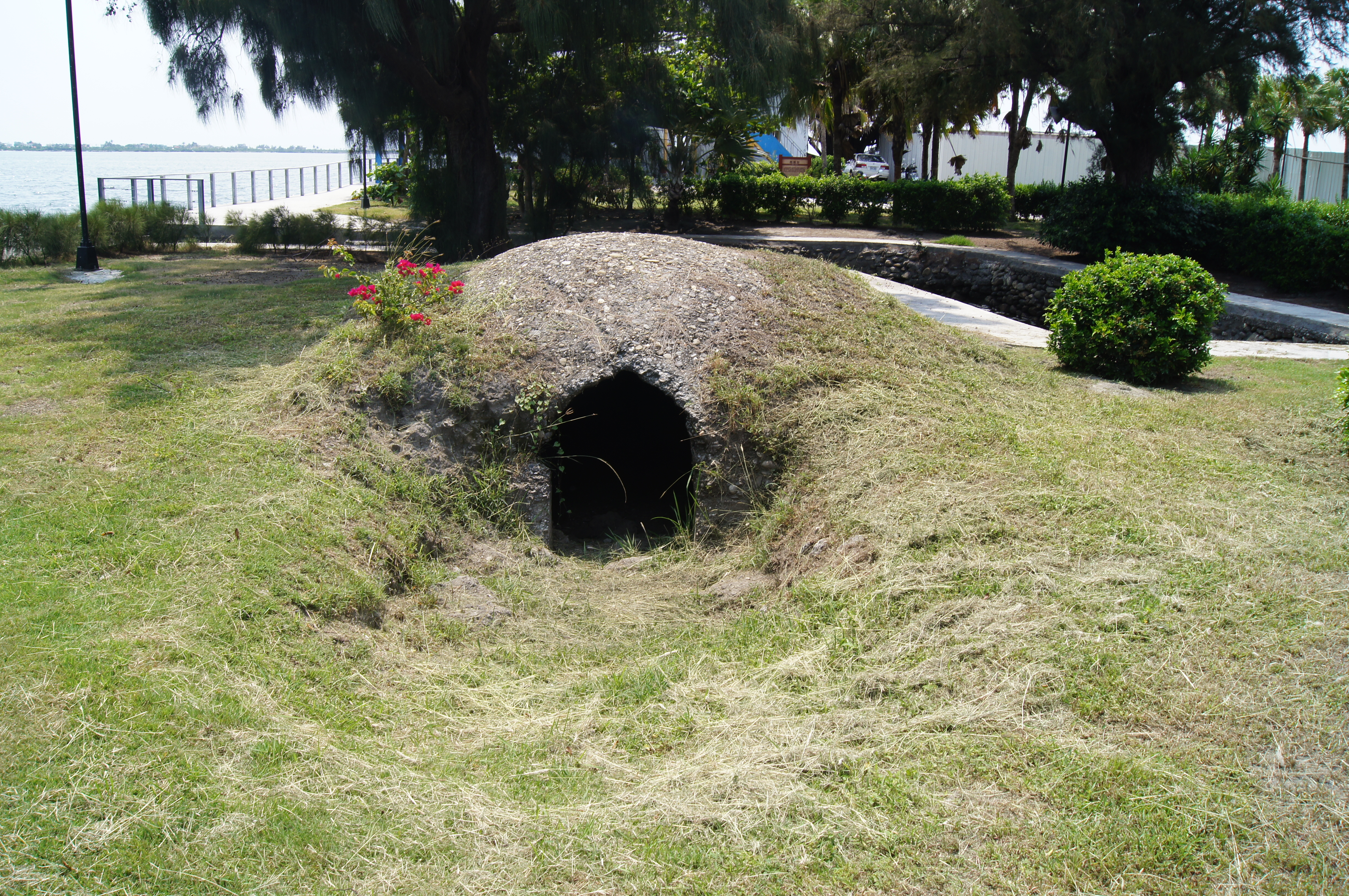
防空洞
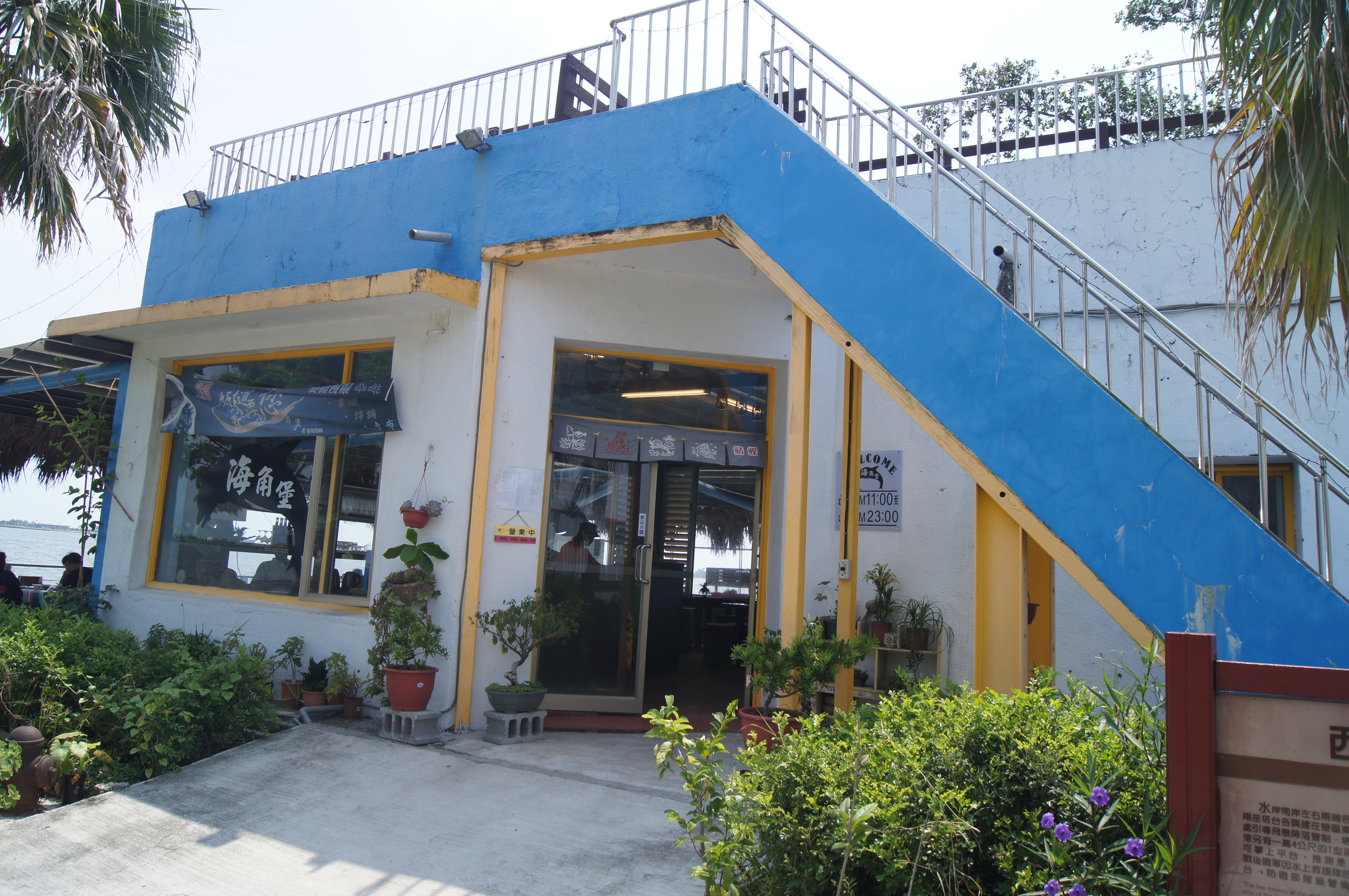
西側管制塔
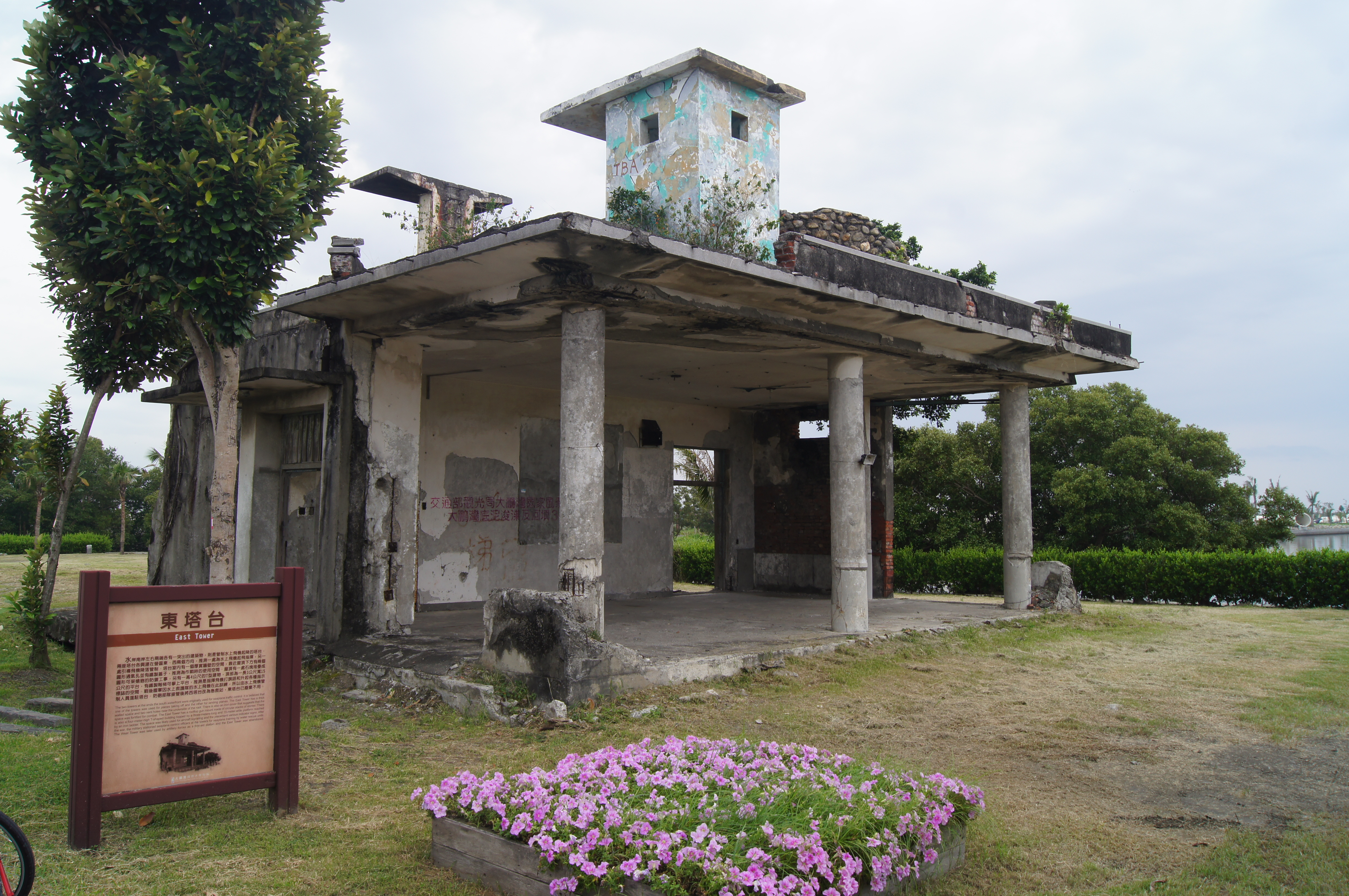
東側管制塔
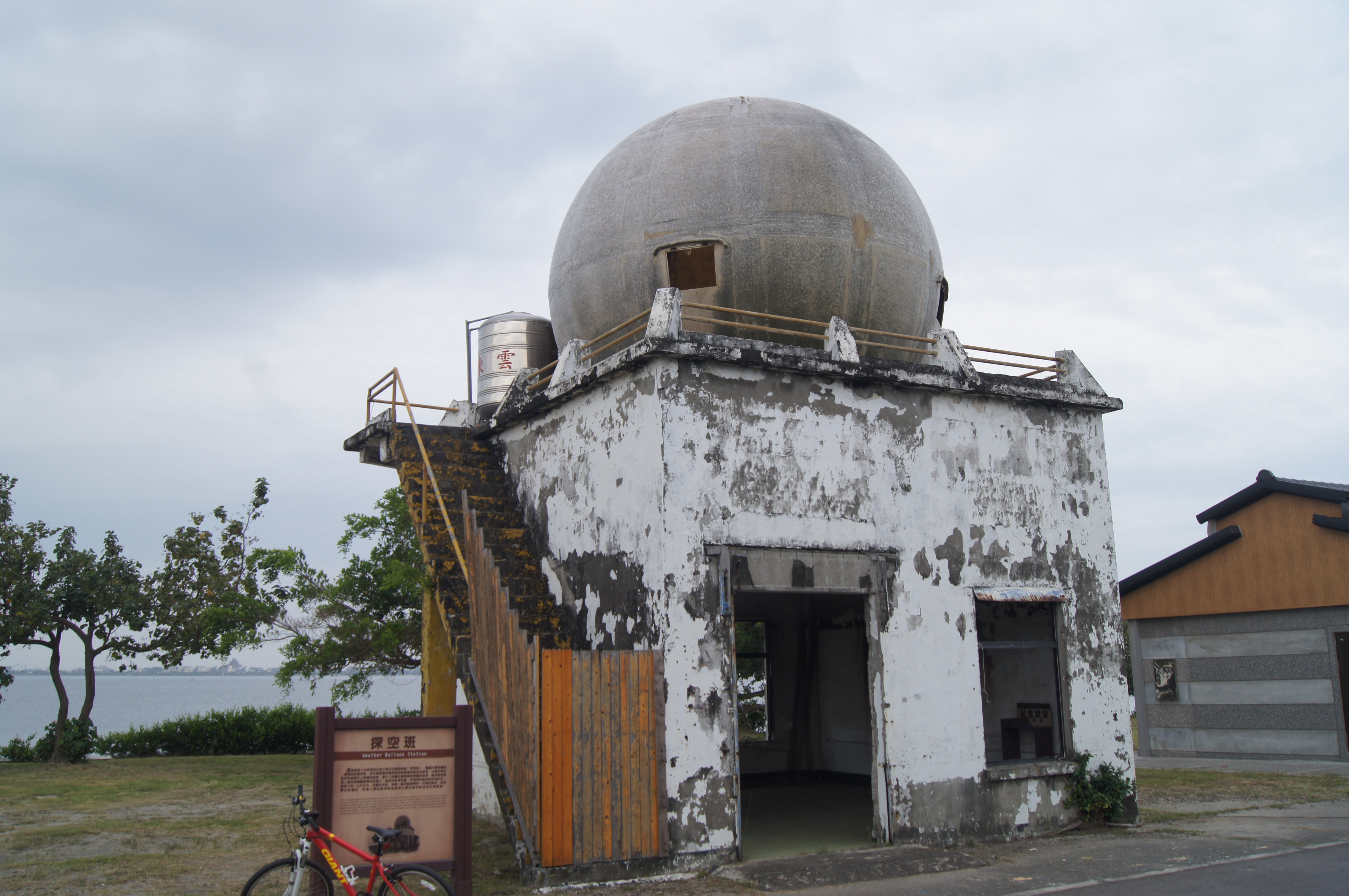
天候観測設施
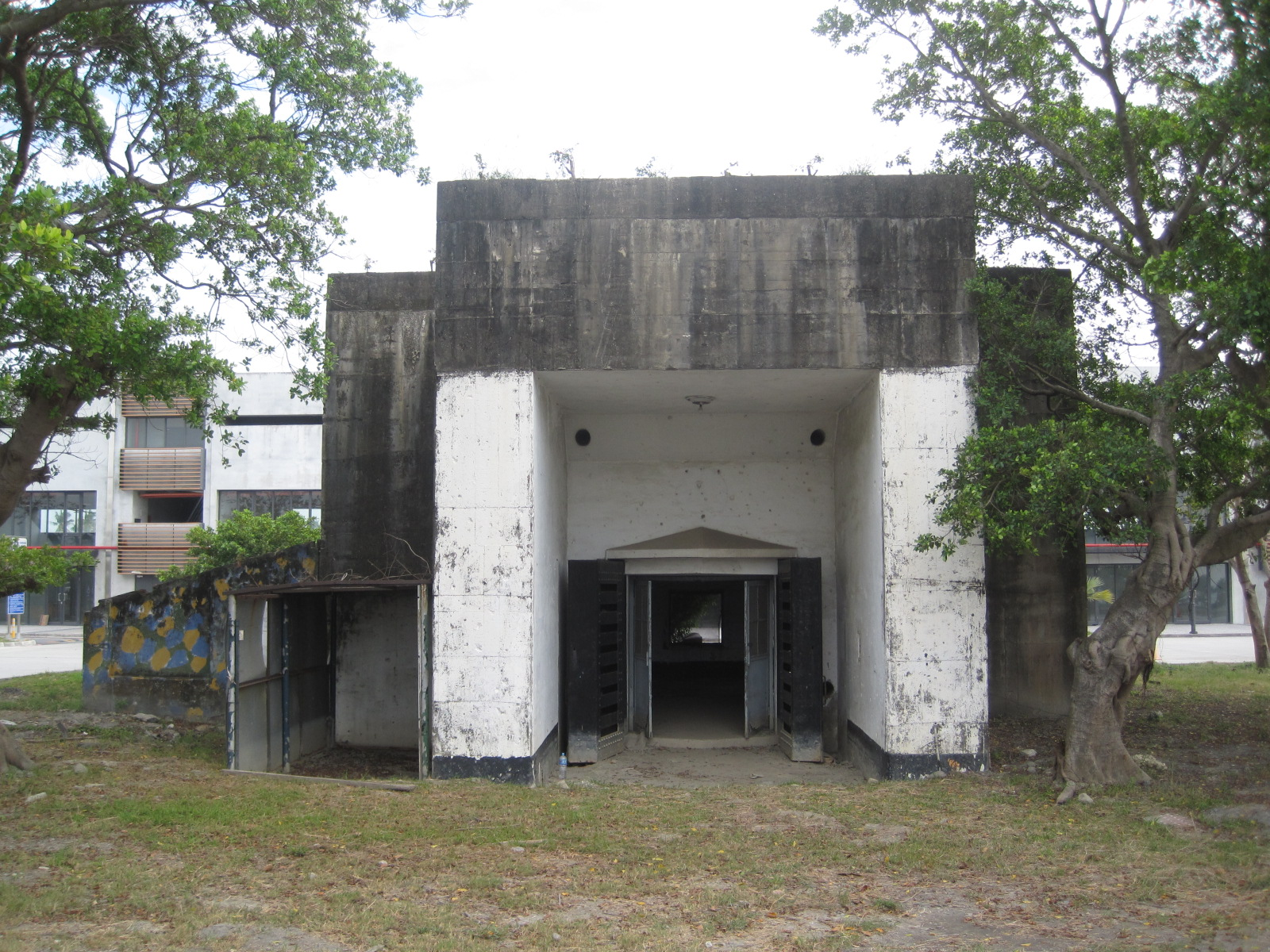
彈藥庫

## 外部連結
- Wendel, Marcus. . Japanese Navy(日本海軍).   [2009-04-21]. （原始内容存档于2010-01-02）.
- 日本陸海軍事典